# Hồ Văn Cường
Hồ Văn Cường (Nghệ An, 15 de enero de 2003) es un futbolista vietnamita que juega en la demarcación de lateral derecho para el Cong An Ha Noi FC de la V.League 1.

## Selección nacional
Hizo su debut con la selección absoluta de Vietnam el 10 de octubre de 2023 en un encuentro amistoso contra China que finalizó con un resultado de 2-0 a favor del combinado chino tras los goles de Wu Lei y Wang Qiuming.

## Clubes
| Club                | País    | Año       | Partidos | Goles |
| ------------------- | ------- | --------- | -------- | ----- |
| Song Lam Nghe An FC | Vietnam | 2022-2023 | 30       | 0     |
| Cong An Ha Noi FC   | Vietnam | 2023-     | 5        | 0     |